# Regno Unito all'Eurovision Young Musicians
Il Regno Unito è stata tra le prime 6 nazioni ad aver debuttato alla prima edizione dell'Eurovision Young Musicians nel 1982 ospitando la prima edizione della manifestazione a Manchester.

## Partecipazioni
- Primo posto
- Secondo posto
- Terzo posto

| Anno                                    | Artista                | Strumento        | Canzone | Posizione       | Posizione         |
| Anno                                    | Artista                | Strumento        | Canzone | Finale          | Semifinale        |
| --------------------------------------- | ---------------------- | ---------------- | --- | --------------- | ----------------- |
| 1982                                    | Anna Markland          | Pianoforte       | 1) Concerto per Pianoforte, No.2, di Sergei Rachmaninoff | 1º              | Niente semifinali |
| 1984                                    | Emma Johnson           | Clarinetto       | 1) Concerto per Clarinetto e Orchestra, No.2, in F-minore, Op.5, 2° e 3° movimento, di Bernhard Henrik Crusell                                                                                 | 3º              | Niente semifinali |
| 1986                                    | Alan Brind             | Violino          | 1) Concerto per Violino e Orchestra in D minore, Op.47, 1° movimento, di Jean Sibelius | F               | N.A.              |
| 1988                                    | David Pyatt            | Corno            | 1) Concerto per Corno francese e Orchestra, No.1, in E flat, Op.11, di Richard Strauss | F               | N.A.              |
| 1990                                    | Nicola Loud            | Violino          | N.A. | Non qualificata | Non qualificata   |
| 1992                                    | Frederick Kempf        | Pianoforte       | N.A. | F               | N.A.              |
| 1994                                    | Natalie Clein          | Violoncello      | 1) Concerto per Violoncello in E minore, Op. 85, parte I, di Edward Elgar | 1º              | N.A.              |
| 1996                                    | Rafal Zambrzycki Payne | Violino          | N.A. | Non qualificata | Non qualificata   |
| 1998                                    | Adrian Spillett        | Percussioni      | 1) Concerto per Percussioni e Orchestra, 3° movimento, di Joseph Schwantner | 3º              | N.A.              |
| 2000                                    | Guy Johnston           | Violoncello      | N.A. | Non qualificata | Non qualificata   |
| 2002                                    | Sarah Williamson       | Clarinetto       | 1) Concerto per Clarinetto, di Aaron Copland | 2º              | N.A.              |
| 2004                                    | Nicola Benedetti       | Violino          | N.A. | Non qualificata | Non qualificata   |
| 2006                                    | Jennifer Pike          | Violino          | 1) Concerto per Violino e Orchestra, KV 216, 2° movimento, di Wolfgang Amadeus Mozart | F               | N.A.              |
| 2008                                    | Philip Achille         | Armonica a bocca | 1) Little Suite, di James Moody 2) Concerto per Armonica a bocca e Orchestra, 1° movimento, di Jascha Spivakovsky (Serata finale)                                                              | F               | N.A.              |
| 2010                                    | Peter Mooree           | Trombone         | N.A. | Non qualificata | Non qualificata   |
| Nessuna partecipazione dal 2012 al 2016 |                        |                  | |                 |                   |
| 2018                                    | Maxim Calver           | Violoncello      | 1) Sacher Variation, di Witold Lutosławski 2) Adagio Affettuoso da sonata per violocello, in F, Op. 99, di Johannes Brahms 3) No. 5 Minuetto e Finale from Suite Italienne, di Igor Stravinsky | Non qualificata | Non qualificata   |
| Nessuna partecipazione dal 2020 al 2024 |                        |                  | |                 |                   |

## Città Ospitanti
| Anno | Città      | Luogo           | Presentatori                                                                |
| ---- | ---------- | --------------- | --------------------------------------------------------------------------- |
| 1982 | Manchester | Free Trade Hall | Humphrey Burton                                                             |
| 2018 | Edimburgo  | Usher Hall      | Petroc Trelawny (Semifinali) Josie d'Arby e Petroc Trelawny (Serata finale) |